# Alice Sebold

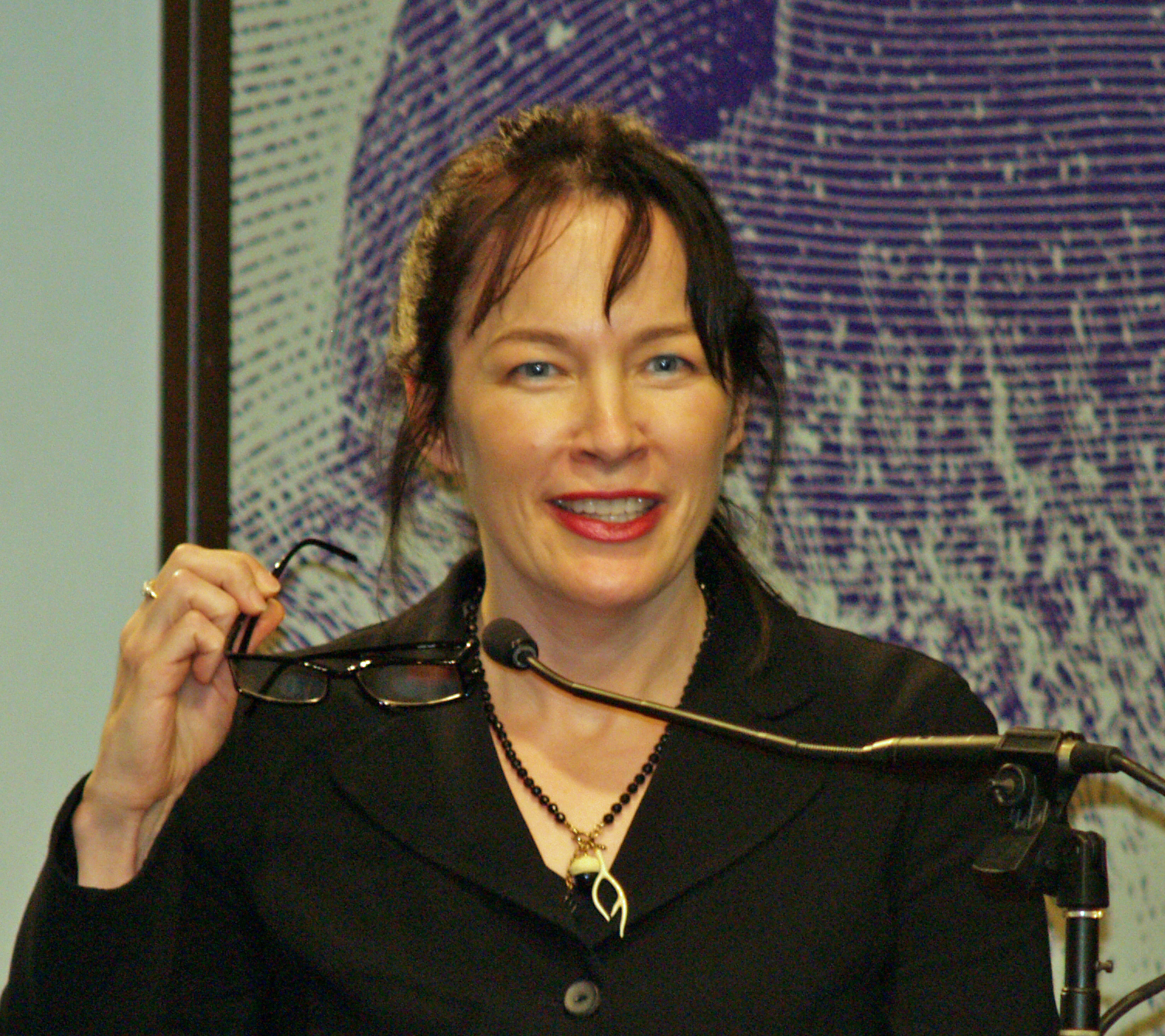
Alice Sebold

Alice Sebold (ur. 6 września 1963 w Madison w stanie Wisconsin) – amerykańska pisarka współczesna. Autorka książek: autobiograficznej Szczęściary, Nostalgii anioła oraz Córeczki.

## Życiorys

### Młodość
Wychowała się na przedmieściach Filadelfii. Do 17 roku życia uczęszczała do Great Valley High School w Malvern w stanie Pensylwania, następnie udała się do Syracuse Univerisity, gdzie studiowała literaturę piękną i poezję. Kiedy miała 18 lat, została pobita i brutalnie zgwałcona przez studenta na terenie parku w pobliżu uniwersytetu. Przez kilka miesięcy dochodziła do siebie w rodzinnym domu. Krótko po powrocie na studia rozpoznała (błędnie) w mijanym na ulicy czarnoskórym mężczyźnie – Anthonym Broadwaterze – gwałciciela. Został on aresztowany i skazany w 1982 r. na pozbawienie wolności. W więzieniu przebywał do 1999 r.
Po ukończeniu studiów w Syracuse przeprowadziła się na Manhattan i podjęła pracę kelnerki. W tym czasie próbowała zrobić karierę pisarską, pisywała teksty m.in. do New York Timesa i Chicago Tribune. Po 10 latach przeniosła się do południowej Kalifornii, gdzie ledwo wiązała koniec z końcem pracując jako opiekunka.
W 1995 r. złożyła podanie do University of California.

### Kariera
Na studiach zaczęła pisać Szczęściarę, w której opowiedziała o gwałcie i kilkumiesięcznym pobycie w domu, podczas którego próbowała wrócić do normalnego życia. Inspiracją dla tytułu książki był policjant, który przesłuchiwał Alice. Opowiedział jej historię dziewczyny, która została zgwałcona w tym samym miejscu, jednak nie miała tyle szczęścia co Alice, bo po akcie została zamordowana i poćwiartowana.
Trzy lata po opublikowaniu Szczęściary ukazała się kolejna powieść autorki, Nostalgia anioła. Bohaterką książki jest 14-letnia Susan, która została zgwałcona i zamordowana przez sąsiada i z nieba obserwuje swoją rodzinę próbującą pogodzić się ze śmiercią dziewczyny.
W październiku 2001 r. wyszła za mąż za Glena Davida Golda, pisarza poznanego na uniwersytecie.
W 2002 r. wygrała nagrodę Bram Stoker Award za najlepszy debiut, a w 2003 r. zwyciężyła w kategorii Książka Roku American Booksellers Association.
W 2009 r. reżyser Peter Jackson nakręcił film Nostalgia anioła na podstawie jej powieści o tym samym tytule.
W 2021 r. jej rzekomy gwałciciel, Anthony Broadwater, w kolejnym procesie został przez sąd oczyszczony z zarzutów, a Szczęściara została wycofana ze sprzedaży.

## Twórczość
- 1999: Szczęściara (Lucky)
- 2002: Nostalgia anioła (The Lovely Bones)
- 2007: Córeczka(inne języki) (The Almost Moon)